# Gravières
Gravières è un comune francese di 401 abitanti situato nel dipartimento dell'Ardèche della regione dell'Alvernia-Rodano-Alpi

## Geografia fisica
Il Comune è situato vicino alla città di Vans. Granvièrs possiede delle belle case disperse di qua e di la. Il centro del villaggio è composto dal Municipio, dalla scuola e dalla chiesa San-Victor (Saint Victor) e da una grande piazza.

## Società

### Evoluzione demografica
Abitanti censiti